# 2017 в Україні
2017 в Україні — це перелік головних подій, що відбулись у 2017 році в Україні. Також подано список відомих осіб, що померли в 2017 році. Крім того, зібрано список пам'ятних дат та ювілеїв 2017 року. З часом буде додано відомих українців, що народилися в 2017 році.

## Проголошений як
- Рік Української революції 1917—1921 років[1]
- Рік Військово-Морських Сил України[2].
- Рік Японії в Україні[3].

## Пам'ятні дати та ювілеї
На державному рівні відзначатимуться такі пам'ятні дати та ювілеї:

### Відомих подій в Україні
- 650 років з часу надання місту Галичу Магдебурзького права (1367);
- 330 років з дня обрання гетьманом України Івана Мазепи (25.07.1687);
- 200 років з часу заснування Рішельєвського ліцею в місті Одесі (травень 1817);
- 200 років з часу заснування Південноукраїнського національного педагогічного університету ім. К. Д. Ушинського (1817);
- 180 років з часу виходу першого західноукраїнського альманаху «Русалка Дністровая», підготовленого діячами літературного гуртка «Руська трійця» (1837);
- 150 років з часу заснування Національного академічного театру опери та балету імені Тараса Шевченка в місті Києві (1867);
- 100 років з часу заснування Херсонського державного університету (1917);
- 100 років з часу утворення Національної наукової сільськогосподарської бібліотеки Національної академії аграрних наук України (1917);
- 60 років з часу заснування Тернопільського державного медичного університету імені І. Я. Горбачевського (1957);
- 100 років з часу початку Української революції та з дня утворення Української Центральної Ради (17.03.1917);
- 100 років з часу заснування приватного акціонерного товариства лікувально-оздоровчих закладів «Миргородкурорт» (квітень 1917);
- 100 років з часу початку роботи Всеукраїнського національного конгресу, першого представницького форуму українського руху (19-21.04.1917);
- 100 років з часу утворення Першого українського полку імені Богдана Хмельницького та початку формування українських збройних сил (01.05.1917);
- 100 років з дня ухвалення I Універсалу Української Центральної Ради (23.06.1917);
- 100 років з дня утворення Генерального Секретаріату Української Центральної Ради — першого українського уряду (28.06.1917);
- 100 років з часу проведення Всеукраїнського з'їзду вільного козацтва в Чигирині (16-20.10.1917);
- 100 років з дня проголошення Української Народної Республіки III Універсалом Української Центральної Ради (20.11.1917);
- 100 років з часу заснування Національної академії образотворчого мистецтва і архітектури (грудень 1917);
- 100 років з часу проведення першого Курултаю кримськотатарського народу (09.12.1917, за старим стилем — 26.11.1917);
- 100 років з дня утворення Генерального Суду Української Народної Республіки (правонаступник — Верховний Суд України) (15.12.1917);
- 100 років з початку збройного опору Української Народної Республіки проти російської агресії (17.12.1917);
- 100 років з дня утворення Головної скарбниці Української Народної Республіки (тепер — Державна казначейська служба України) та Українського державного банку (тепер — Національний банк України) (22.12.1917);
- 80 років з часу заснування Донецького національного університету імені Василя Стуса (1937);
- 75 років з початку формування Української повстанської армії (1942);
- 70 років з часу заснування Львівського державного університету безпеки життєдіяльності (жовтень 1947);
- 50 років з часу заснування Світового Конґресу Українців (1967);
- 50 років з часу заснування Національної бібліотеки України для дітей (1967);
- 50 років з дня заснування Івано-Франківського національного технічного університету нафти і газу (13.01.1967);
- 25 років з дня передання останнім Президентом Української Народної Республіки в екзилі Миколою Плав'юком клейнодів Української Народної Республіки і грамоти про правонаступництво першому Президенту України Леоніду Кравчуку (22.08.1992).

### Видатних особистостей
- 250 років з дня народження Артемія Веделя (1767, за іншими даними — 1770—1808), композитора, хорового диригента, співака, скрипаля;
- 200 років з дня народження Михайла Петренка (1817—1862), поета-романтика;
- 160 років з дня народження Степана Ерастова (1857—1933), громадського і політичного діяча, мецената українського культурного руху на Кубані;
- 130 років з дня народження Миколи Чайковського (1887—1970), математика, педагога;
- 100 років з дня народження Юрія Митропольського (1917—2008), математика;
- 75 років з дня народження Анатолія Погрібного (1942—2007), літературознавця, письменника, громадського і політичного діяча;
- 180 років з дня народження Павла Житецького (1837—1911), філолога, педагога і громадського діяча;
- 180 років з дня народження Стефана Кульженка (1837—1906), друкаря і видавця, підприємця;
- 90 років з дня народження Ростислава Братуня (1927—1995), письменника, громадського і політичного діяча;
- 110 років з дня народження Сергія Корольова (1907—1966), вченого, конструктора космічних кораблів;
- 190 років з дня народження Миколи Бекетова (1827—1911), фізика, хіміка, засновника фізико-хімічного відділу при Харківському університеті;
- 140 років з дня народження Левка Мацієвича (1877—1910), інженера, авіатора, громадського і політичного діяча;
- 80 років з дня народження Євгена Гуцала (1937—1995), письменника, журналіста;
- 110 років з дня народження Миколи Лівицького (1907—1989), громадського і політичного діяча, Президента Української Народної Республіки в екзилі;
- 90 років з дня народження Олекси (Олексія) Тихого (1927—1984), правозахисника, політв'язня радянського режиму, поета, мовознавця, педагога, члена Української гельсінської групи;
- 120 років з дня народження Євгена Маланюка (1897—1968), поета, мистецтвознавця, літературознавця;
- 90 років з дня народження Олексія Ситенка (1927—2002), фізика;
- 125 років з дня народження Йосипа Сліпого (1892—1984), предстоятеля Української греко-католицької церкви, архієпископа;
- 170 років з дня народження Олександра Русова (1847—1915), земського статиста, етнографа, педагога, громадського і політичного діяча;
- 130 років з дня народження Олександра Удовиченка (1887—1975), генерал-полковника Армії УНР;
- 130 років з дня народження Леся Курбаса (1887—1937), режисера, актора, драматурга, публіциста, перекладача;
- 160 років з дня народження Овксентія Корчак-Чепурківського (1857—1947), гігієніста та епідеміолога;
- 190 років з дня народження Леоніда Глібова (1827—1893), письменника, байкаря, видавця, громадського діяча;
- 150 років з дня народження Василя Омелянського (1867—1928), мікробіолога;
- 170 років з дня народження Федора Вовка (1847—1918), антрополога, етнографа, археолога;
- 140 років з дня народження Василя Доманицького (1877—1910), філолога, історика, фольклориста та бібліографа;
- 160 років з дня народження Бориса Срезневського (1857—1934), метеоролога і кліматолога, організатора метеорологічної служби в Україні;
- 120 років з дня народження Романа Бжеського (1897—1982), громадського діяча, літературознавця, історика, журналіста, публіциста;
- 130 років з дня народження Івана Кавалерідзе (1887—1978), скульптора, кінорежисера, драматурга;
- 110 років з дня народження Теофіла Коструби (1907—1943), історика, літературознавця, енциклопедиста;
- 160 років з дня народження Андрія Чайковського (1857—1935), письменника, юриста, громадського і політичного діяча;
- 200 років з дня народження Миколи Костомарова (1817—1885), історика, письменника, громадського і політичного діяча;
- 160 років з дня народження Миколи Пильчикова (1857—1908), фізика, винахідника;
- 130 років з дня народження Олександра Архипенка (1887—1964), скульптора та художника;
- 160 років з дня народження Володимира Підвисоцького (1857—1913), мікробіолога, патолога і ендокринолога;
- 130 років з дня народження Федора Лисенка (1887—1937), геолога;
- 170 років з дня народження Олександра Барвінського (1847—1926), громадського діяча, педагога, історика;
- 120 років з дня народження Юрія Кондратюка (1897—1942), вченого-винахідника, розробника ракетної техніки і теорії космічних польотів;
- 110 років з дня народження Романа Шухевича (1907—1950), політичного та військового діяча, головнокомандувача УПА;
- 100 років з дня народження Миколи Дремлюги (1917—1998), композитора, громадського діяча, народного артиста України;
- 110 років з дня народження Олега Ольжича (1907—1944), письменника, науковця, політичного діяча;
- 200 років з дня народження Івана Айвазовського (1817—1900), живописця-мариніста;
- 130 років з дня народження Михайла Садовського (1887—1967), генерал-поручника Армії УНР;
- 140 років з дня народження Олександра Грушевського (1877—1943), історика, літературознавця, етнографа;
- 150 років з дня народження Осипа Маковея (1867—1925), письменника, критика, публіциста, громадського діяча;
- 170 років з дня народження Іллі Шрага (1847—1919), державного, громадського і політичного діяча, адвоката;
- 120 років з дня народження Івана Борковського (1897—1976), археолога;
- 85 років з дня народження Анатолія Солов'яненка (1932—1999), співака, громадського діяча;
- 110 років з дня народження Петра Григоренка (1907—1987), генерал-майора, правозахисника, політв'язня радянського режиму, члена Української гельсінської групи;
- 150 років з дня народження Миколи Біляшівського (1867—1926), етнографа, археолога, музейника, громадського діяча;
- 130 років з дня народження Олександра Неприцького-Грановського (1887—1976), зоолога, ентомолога;
- 160 років з дня народження Дмитра Багалія (1857—1932), історика і громадського діяча;
- 130 років з дня народження Дмитра Вітовського (1887—1919), державного і військового діяча, першого головнокомандувача Української Галицької Армії;
- 140 років з дня народження Дмитра Антоновича (1877—1945), історика, мистецтвознавця, громадського діяча;
- 300 років з дня народження Григорія (Георгія) Кониського (1717—1795), філософа, письменника, церковного діяча;
- 100 років з дня народження Михайла Івасюка (1917—1995), письменника, літературознавця, фольклориста, педагога, громадського діяча;
- 140 років з дня народження Степана Рудницького (1877—1937), вченого, основоположника української географічної науки;
- 140 років з дня народження Миколи Леонтовича (1877—1921), композитора, збирача музичного фольклору;
- 140 років з дня народження Данила Щербаківського (1877—1927), етнографа, археолога, музейного діяча;
- 125 років з дня народження Миколи Куліша (1892—1937), письменника, драматурга;
- 80 років з дня народження Вячеслава Чорновола (1937—1999), державного, громадського, політичного діяча;
- 125 років з дня народження Михайла Семенка (1892—1937), поета.

### Днів пам'яті
- 80 років з дня початку «Великого терору» в Україні (05.08.1937);
- 75 років з часу початку примусового вивезення населення України в Німеччину (остарбайтерів) (січень 1942, день пам'яті — 18.01.2017);
- 70 років з часу проведення польською владою акції «Вісла» — примусових депортацій українців з українських етнічних земель Лемківщини, Надсяння, Холмщини та Підляшшя (28.04.-12.08.1947, день пам'яті — 28.04.2017);
- 70 років з дня проведення радянськими карально-репресивними органами операції «Захід» — масової депортації населення Західної України до Сибіру (21.10.1947).

## Події
- У Севастополі на будівлі колишнього підприємства військової електроніки «Мусон» (а нині Гіпермаркет), прикріплена лита табличка-кришка, за якою знаходиться послання комуністів «минулого» (адресоване, як передбачалося, комуністам майбутнього), дата розпечатування 2017 рік — 100 років з дня жовтневої революції 1917 року. Вміст стане загальнодоступний. Аналоги таких послань існують і в інших містах колишнього Радянського Союзу.
- Чорноморський флот ВМФ Росії мав би бути виведений з території Криму, але Угода Януковича — Медведєва його перебування продовжила, і, хоча Харківські угоди були денонсовані Російською Федерацією навесні 2014 року, питання виведення флоту РФ з Криму тимчасово втратило актуальність через анексію Криму Російською Федерацією.

### Січень
- 29 січня — у Володимирському соборі було проведено молебень, а на Лук'янівському цвинтарі в Києві відбулось прощання та перепоховання видатного українського письменника Олександра Олеся та його дружини, де започатковано «Алею почесних перепоховань»[5].
- 31 січня у результаті масованих обстрілів з боку т.з. ДНР м. Авдіївка залишилося без води і світла, є загиблі серед мирного населення та військових. У місті оголошено надзвичайний стан, Президент України Петро Порошенко перервав свій візит до Німеччини[6].

### Лютий
- Лютий — Україна головувала в Раді Безпеки ООН.[7]
- 25 лютого — гурт O. Torvald перемогла у фіналі національного відбору пісенного конкурсу Євробачення 2017 та отримав право представляти Україну на цьому конкурсі[8].

### Березень
- 2 березня у наслідок вибуху та обрушення гірської породи на шахті № 10 «Степова» ВАТ «ЛьвівВугілля» у с. Глухів Сокальського району Львівської області на горизонті 550 м, в 119 конвеєрі загинуло 8 гірників та 21 — травмовано[9].
- 3 березня Парламент Португалії визнав Голодомор геноцидом[10].
- 14 березня в Україні вперше відзначили День українського добровольця[11].
- 27 березня — 25-та церемонія вручення нагород театральної премії «Київська пектораль».
- 31 березня новітній український транспортний літак Ан-132 вперше піднявся в повітря на київському аеродромі на Святошино[12].

### Квітень
- 6 квітня — Європарламент проголосував за безвізовий режим для України[13].
- 29 квітня Володимир Кличко програв у поєдинку з Ентоні Джошуа за титули чемпіона світу за версіями IBF, WBA і IBO з боксу на стадіоні «Вемблі» в Лондоні[14].

### Травень
- 14 травня — представник Португалії Салвадор Собрал переміг у пісенному конкурсі Євробачення 2017, що проходив у Києві[15].
- 16 травня — Президент України Петро Порошенко ввів у дію нові санкції проти Росії, внаслідок яких, зокрема, мають бути заблоковані соцмережі «ВКонтакті» та «Однокласники», програму 1С, інтернет-портали Яндекс, Mail.Ru, антивіруси Kaspersky та Dr.Web, а також та деякі російські телеканали[16].
- 28 травня — перше відзначення Всеукраїнського дня краєзнавства.

### Червень
- 11 червня — безвізовий режим України з ЄС.
- 16—24 червня — у Палаці спорту «Локомотив» у Харкові відбувся 42-й чемпіонат Європи з боксу серед чоловіків, організований Європейським керівним органом аматорського боксу, EUBC.
- 27 червня:
  - Державні та великі комерційні установи України зазнали масштабної вірусної атаки[17].
  - У Києві внаслідок підриву автомобіля загинув полковник Головного управління розвідки МО України Максим Шаповал[18].

### Липень
- 15—16 липня — Національна проща до Зарваниці.[19]
- 20 липня — на Тернопільщині на базі НОК «Червона калина» ТДМУ відбувся форум «Децентралізація основа формування нової системи управління та місцевого розвитку» за участю прем'єр-міністра України Володимира Гройсмана.[20]
- 22 липня — завершився 8-й Одеський міжнародний кінофестиваль. Гран-прі здобула стрічка «Король бельгійців»[21].

### Серпень
- 3 серпня — Володимир Кличко оголосив про завершення боксерської кар'єри[22].
- 4 серпня — збірна України посіла 1-е загальнокомандне місце на чемпіонаті Європи з кульової стрільби 2017[en], що завершився в Баку, завоювавши 22 медалі, зокрема 10 золотих, 8 срібних та 4 бронзових[23].
- 23 серпня в Одесі відкрився Вишиванковий фестиваль[24].
- 24 серпня під час параду у Києві з нагоди 26-ї річниці проголошення незалежності України Хрещатиком разом з українськими військовими пройшли військовослужбовці армій країн-партнерів України: Канади, Естонії, Грузії, Великої Британії, Латвії, Литви, Молдови, Польщі, Румунії та США.[25]
- 30 серпня на Літній Універсіаді 2017 українські спортсмени завоювали 12 золотих медалей і посіли шосте місце в неофіційному командному заліку[26].

### Вересень
- 1 вересня офіційно набула чинності угода про асоціацію між Україною та Європейським Союзом.
- 5 вересня Верховна Рада України ухвалила Закон України «Про освіту», яким визначено, що мовою освітнього процесу в закладах освіти є державна мова[27].
- 8 вересня у центрі Києва по вул. Великій Васильківській, 5 внаслідок підриву автомобіля загинув вояк чеченського походження Алі Тімаєв, позивний Тимур Махаурі[28].
- 13 вересня у Львові розпочав роботу традиційний п'ятиденний Форум видавців[29].
- 14 вересня у Києві розпочала роботу триденна 14-та щорічна зустріч Ялтинська європейська стратегія (YES)[30].
- 16 вересня під час пожежі у дитячому таборі «Вікторія» в Одесі, що сталася вночі, троє дітей загинуло, четверо постраждали[31].
- 26 вересня у Калинівці Вінницької області — потужні вибухи на артилерійських складах, три населених пункти евакуйовані[32].
- 29 вересня в Україні засновано Вищий суд з питань інтелектуальної власності[33].
- 30 вересня українська збірна на змаганнях в «Іграх Нескорених» виборола 14 медалей: 8 золотих, 3 срібних та 3 бронзових[34].

### Жовтень
- 3 жовтня Верховна Рада України ухвалила закон про пенсійну реформу[35] та ухвалила законопроєкт, який запускає судову реформу[36].
- 6 жовтня Верховна Рада України ухвалила закон про реінтеграцію Донбасу[37] та на рік продовжила дію Закону України про особливий порядок місцевого самоврядування в окремих районах Донецької та Луганської областей[38].
- 6 жовтня — завершено будівництво нового Бескидського тунелю (Львівська-Закарпатська області)[39].
- 17 жовтня у Києві розпочалися акції протесту біля Верховної Ради України з метою спонукати Верховну Раду ухвалити ряд законопроєктів і прискорити судову реформу.
- 19 жовтня Верховна Рада України ухвалила медичну реформу[40].
- 25 жовтня:
  - Українські політв'язні Кремля Ахтем Чийгоз та Ільмі Умеров були звільнені та передані російською владою Туреччині[41].
  - Унаслідок теракту в Києві загинули підполковник міліції Михайло Морміль та охоронець народного депутату, серйозно постраждали народний депутат Ігор Мосійчук, політолог Віталій Бала та випадкова перехожа[42].
- 30 жовтня внаслідок обстрілу близ Глевахи на Київщині загинула громадський активіст та військовослужбовець чеченського походження Аміна Окуєва[43].

### Листопад
- 1 листопада — в Україні запрацював сервіс безконтактної оплати Android Pay[44].
- 3 листопада — померла найстаріша жителька України Христина Аврамівна Нагорна у віці 117 років[45].
- 8 листопада ДП «Антонов» провело публічний демонстраційний політ безпілотного комплексу «Горлиця»[46].
- 11 листопада склали присягу 113 суддів нового Верховного суду України[47].
- 16 листопада Верховна рада України підтримала законопроєкт, відповідно до якого 25 грудня буде вихідним днем, що дозволить святкувати Різдво двічі[48].
- 22 листопада Президент України Петро Порошенко призначив головою Державного бюро розслідувань Романа Трубу, тим самим ДБР розпочало свою роботу[49].
- 30 листопада головою оновленого Верховного Суду обрана Валентина Данішевська[50].

### Грудень
- 5 грудня:
  - Верховна Рада України схвалила приєднання України до Міжнародного агентства з відновлюваних джерел енергії[51]
  - Служба безпеки України затримала українського політика Міхеіла Саакашвілі, але цьому завадили його прихильники, ввечері його було оголошено в розшук[52].
- 7 грудня Верховна Рада України продовжила мораторій на продаж сільгоспземель до 2019 року[53].
- 14 грудня Київська обласна рада підтримала перейменування Переяслава-Хмельницького на Переяслав.[54].
- 15 грудня Президент України присвоїв Окремому президентському полку почесну назву імені гетьмана Богдана Хмельницького та вручив бойове знамено[55].
- 16 грудня — повінь на Закарпатті призвела до підтоплення 2,4 тисяч гектар, переливу восьми ділянок автодоріг та необхідності евакуації 146 людей із 40 затоплених осель у с. Вільхівка Іршавського району. Перелив річки Боржави через дамби перевищив рівень катастрофічного паводка 1998 року[56][57].
- 31 грудня почав діяти безвізовий режим між Україною та Об'єднаними Арабськими Еміратами[58]

## Померли
- 6 січня — український художник Дмитро Стецько.
- 6 січня — українська поетеса, журналіст, педагог, громадський діяч Світлана Костюк.
- 8 січня — український математик, президент Українського математичного товариства, член-кореспондент НАН України Мирослав Горбачук.
- 9 січня — українська редакторка, сценаристка Світлана Куценко.
- 9 січня — український історик Юрій Сливка.
- 10 січня — український бандурист, педагог, композитор Сергій Баштан.
- 3 лютого — Буринська Ніна Миколаївна, український педагог, методист хімії, доктор педагогічних наук (1989), професор (1991), заслужений учитель України (1984).
- 3 лютого — Микола Романюк — мер міста Луцька.
- 7 квітня —
  - український кобзар, заслужений артист України, народний артист України, голова Спілки кобзарів України, лауреат премії фонду Т. Г. Шевченка Василь Литвин;
  - учений у галузі матеріалознавства і міцності матеріалів, доктор технічних наук, професор, академік Національної академії наук України Микола Новиков.
- 19 квітня — український сценарист, редактор, режисер Анатолій Карась.
- 27 квітня — народний депутат України Лев Миримський.
- 30 квітня — український поет, перекладач, дійсний член НАН України, голова Українського фонду культури, Герой України), Почесний академік Академії мистецтв України Борис Олійник.
- 2 травня — український фізик, академік Національної академії наук України Віктор Єременко.
- 12 травня — український юрист, політик та науковець, член-кореспондент Національної академії правових наук України, президент Української асоціації міжнародного права Олександр Задорожній.
- 14 травня — політв'язень та один з керівників повстання в Норильских таборах 1953 року Євген Грицяк.
- 25 травня — український мистецтвознавець, дослідник народного іконопису Василь Откович.
- 31 травня — Верховний архієпископ Києво-Галицький, предстоятель Української греко-католицької церкви Любомир (Гузар).
- 22 липня — український політик, ботанік, фізіолог рослин, дійсний член АН УРСР Костянтин Ситник.
- 26 серпня — український інженер, підприємець, меценат, політик, військовик Володимир Стаюра.
- 16 жовтня — Глущенко Федір Іванович, український диригент, народний артист УРСР (1982).
- 26 жовтня — Сацький Віталій Антонович, голова правління, генеральний директор ВАТ «Запорізький металургійний комбінат „Запоріжсталь“», Герой України.
- 1 листопада — Костроменко Вадим Васильович, радянський і український кінооператор, кінорежисер. Заслужений діяч мистецтв УРСР (1969).
- 2 листопада — Гречиха Юрій Михайлович, слюсар-складальник заводу «Мотор Січ» (Запорізька область), Герой України.
- 7 листопада — Сікало Юрій Іванович, головний режисер Київського державного академічного театру ляльок, народний артист України (2009), заслужений діяч мистецтв Польщі.
- 1 грудня — Мурзенко Володимир Григорович, 80, український шахтар, Герой України.
- 6 грудня — Вінник Іван Йосипович, 88, організатор і керівник вітчизняного суднобудування, Герой Соціалістичної Праці (1977).
- 9 грудня — Бронєвой Леонід Сергійович, 88, радянський і російський актор, Народний артист СРСР (1987), Народний артист України (2013).
- 14 грудня — Венедиктов Лев Миколайович, 93, український хоровий диригент, народний артист України, Герой України.

## Засновані, створені
- 17 січня Верховною Радою України засновано День українського добровольця[59].
- Пам'ятник Олені Телізі — 25 лютого на території Національного історико-меморіального заповідника «Бабин Яр» у Києві.
- Пам'ятник Симону Петлюрі — 14 жовтня у Вінниці[60].

## Зникли, скасовані
- Відповідно до Законів України про декомунізацію, в Україні знесено низку пам'ятників Леніну та іншим комуністичним діячам (див.: Хронологія Ленінопаду (2017))
- Київський дельфінарій